# Future Primitive
Future Primitive è il quinto album in studio del gruppo alternative rock australiano The Vines, pubblicato nel 2011.

## Tracce
1. Gimme Love – 1:52
2. Leave Me In the Dark – 1:59
3. Candy Flippin' Girl – 2:32
4. A.S.4 – 3:20
5. Weird Animals – 2:01
6. Cry – 2:36
7. Future Primitive – 1:54
8. Riverview Avenue – 2:03
9. Black Dragon – 3:29
10. All That You Do – 3:33
11. Outro – 3:47
12. Goodbye – 2:14
13. S.T.W. – 2:19

## Formazione
- Craig Nicholls – voce, chitarra
- Ryan Griffiths – chitarra, cori
- Hamish Rosser – batteria, percussioni
- Brad Heald – basso, cori